# Reczewo
Reczewo – wieś w Polsce położona w województwie mazowieckim, w powiecie sierpeckim, w gminie Gozdowo. Ma status sołectwa.
Prywatna wieś duchowna położona była w drugiej połowie XVI wieku w powiecie bielskim  województwa płockiego. W latach 1975–1998 miejscowość administracyjnie należała do województwa płockiego, nad rzeką Sierpienicą. W granicach wsi znajduje się las, zawany potocznie "Reczewskim", olszynka i sad.